# Ringel-Kotzig-Vermutung
Die Ringel-Kotzig-Vermutung ist eine Annahme über die Zerlegbarkeit von Graphen. Demnach lassen sich alle vollständigen Graphen mit {\displaystyle 2n+1} Knoten zyklisch in {\displaystyle 2n+1} Kopien eines beliebigen Baums mit {\displaystyle n} Kanten zerlegen. Die Ringel-Kotzig-Vermutung erweitert die ringelsche Vermutung, indem sie von beliebigen zu zyklischen Zerlegungen übergeht.
Anstatt die Ringel-Kotzig-Vermutung direkt zu beweisen, konzentriert sich die Forschung auf den Beweis der Graziöser-Baum-Vermutung. Aus dieser lässt sich die Ringel-Kotzig-Vermutung direkt ableiten.
Die Vermutung ist nach Gerhard Ringel und Anton Kotzig benannt.

## Ringelsche Vermutung
Gerhard Ringel stellte diese Vermutung im Juni 1963 auf einer Tagung in Smolenice vor. Sie wird im Tagungsband als Problem 25 aufgeführt und lautet:
Es wird vermutet, dass das vollständige {\displaystyle (2n+1)}-Eck in {\displaystyle 2n+1} Untergraphen zerlegt werden kann, die alle isomorph zu einem vorgegebenen Baum mit {\displaystyle n} Kanten sind.
Der vollständige Graph mit {\displaystyle 2n+1} Knoten wird hier als vollständiges {\displaystyle (2n+1)}-Eck bezeichnet.